# David Burns (ator)

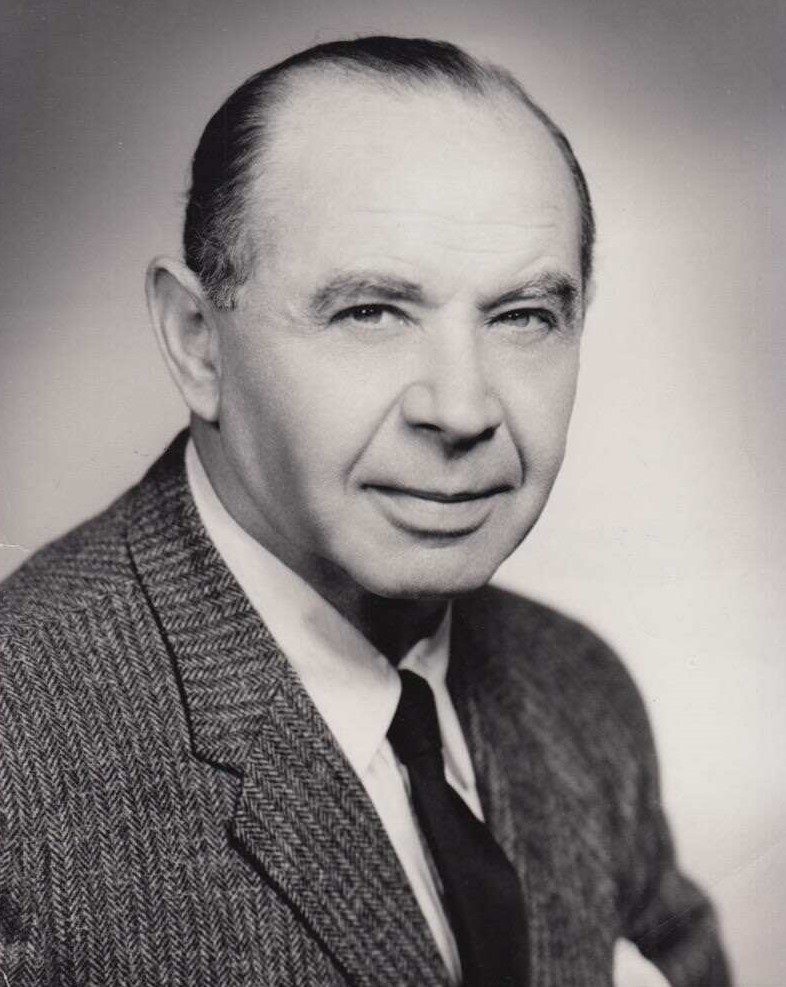
David Burns em 1967

David Burns (22 de junho de 1902  — 12 de março de 1971) foi um ator norte-americano que atuava no cinema e no teatro da Broadway; também foi cantor.

## Vida e carreira
Burns nasceu em Mott Street, Manhattan, Chinatown, da cidade de Nova Iorque. Era filho de Harry e Dora Burns, ambos naturais de Brooklyn, Nova Iorque. 
Fez sua estreia na Broadway em 1921, em Polly Preferred e foi a Londres, Inglaterra com o espetáculo em 1924. O seu primeiro musical foi Face the Music em 1932, Nymph Errant (1936), de Cole Porter, foi a sua estreia em Londres e atuou em muitas comédias e musicais ao longo de uma carreira de quase cinquenta anos. 

Ganhou dois prêmios Tony de melhor ator em destaque em um musical, por suas atuações como "Mayor Shinn" em  The Music Man e como "Senex" em A Funny Thing Happened on the Way to the Forum. Burns introduziu a música de sucesso "It Takes a Woman" do Hello, Dolly quanto a original "Horace Vandergelder".

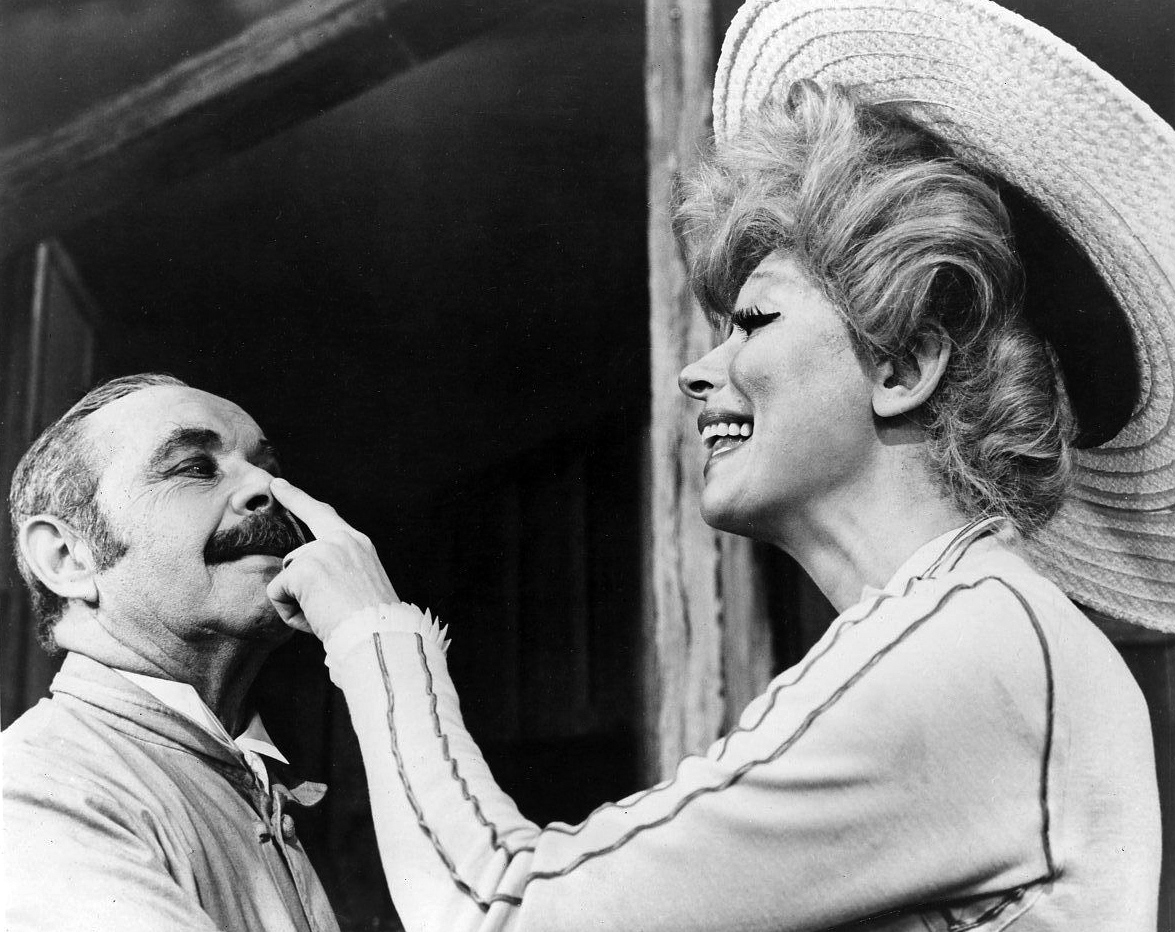
David Burns com Carol Channing no musical Hello, Dolly!, 1964

David Burns também ganhou um prêmio do Emmy do Primetime de melhor ator coadjuvante em série dramática, por seu papel de Sr. Solomon no episódio televisivo de 1971 (Hallmark Hall of Fame) The Price, de Arthur Miller.
David morreu no palco, de um ataque cardíaco, em Filadélfia, durante o musical 70, Girls, 70, de Kander e Ebb.